# Carves
Carves – miejscowość i gmina we Francji, w regionie Nowa Akwitania, w departamencie Dordogne.
Według danych na rok 1990 gminę zamieszkiwało 131 osób, a gęstość zaludnienia wynosiła 13 osób/km² (wśród 2290 gmin Akwitanii Carves plasuje się na 1045. miejscu pod względem liczby ludności, natomiast pod względem powierzchni na miejscu 1056.).